# کلادروبی
کلادروبی (به چکی: Kladeruby) یک منطقهٔ مسکونی در جمهوری چک است که در ناحیه وستین واقع شده‌است. کلادروبی ۷٫۰۶ کیلومتر مربع مساحت و ۴۴۶ نفر جمعیت دارد و ۳۰۵ متر بالاتر از سطح دریا واقع شده‌است.